# Hans-Georg von Seidel
Hans-Georg von Seidel (n. 11 noiembrie 1891, Diedersdorf⁠(d), Vierlinden, Brandenburg, Germania – d. 10 noiembrie 1955, Bad Godesberg, Republica Federală Germania, Germania) a fost un conducător militar german care a servit în Armata Germană în timpul Primului Război Mondial și în Luftwaffe (Forțele Aeriene Germane) în timpul celui de-al Doilea Război Mondial. Seidel a fost avansat la gradul de General der Flieger (general al aerului).
Seidel a servit în cea mai mare parte a celui de-al Doilea Război Mondial ca șef al aprovizionării cu armament și provizii al Forțelor Aeriene Germane. El a fost un realist practic care s-a distanțat de superiorul său idealist Hans Jeschonnek, șeful Statului Major al Luftwaffe, adeptul fanatic al lui Adolf Hitler. Seidel a încercat să pună în aplicare planurile expansive de război naziste, dar a suferit pierderi grele de materiale și de oameni în luptele purtate pe front. După război, Seidel a fost ales lider al prizonierilor de război de rang înalt din lagărul Island Farm.

## Începutul carierei militare
Hans-Georg von Seidel s-a născut în satul de fermieri Diedersdorf din districtul Lebus, un district rural din provincia Brandenburg, Regatul Prusiei, la 11 noiembrie 1891. Seidel s-a înrolat în Armata Prusacă la 18 martie 1910 și a fost avansat la 18 august 1911 la gradul de locotenent. El a servit ca ofițer în Armata Germană în timpul Primului Război Mondial și a părăsit serviciul militar la 26 aprilie 1920 cu gradul de căpitan de cavalerie.
În mai 1934 Seidel a revenit în serviciul militar, de această dată în Ministerul Aerului, fiind promovat la gradul de maior. Nu era încă pilot, așa că a fost trimis în august 1935 pentru instrucție la Școala de Aviație din Braunschweig pentru a urma cursuri de pilot și de observator aerian. A urmat apoi Kampffliegerschule (Școala de pilotare a bombardierelor) la Jüterbog, unde a învățat să zboare pe aeronave cu mai multe motoare. La sfârșitul anului 1935 Seidel a fost cooptat în Statul Major General al Forțelor Aeriene Germane, unde a ocupat funcția de șef de departament și a fost avansat curând la gradul de locotenent-colonel.
În martie 1937 Seidel a fost numit comandant al unui grup aerian, Aufklärungsgruppe 12 (Grupul de Recunoaștere 12), și a primit simultan comanda aerodromului Stargard-Klützow al grupului.

## Al Doilea Război Mondial

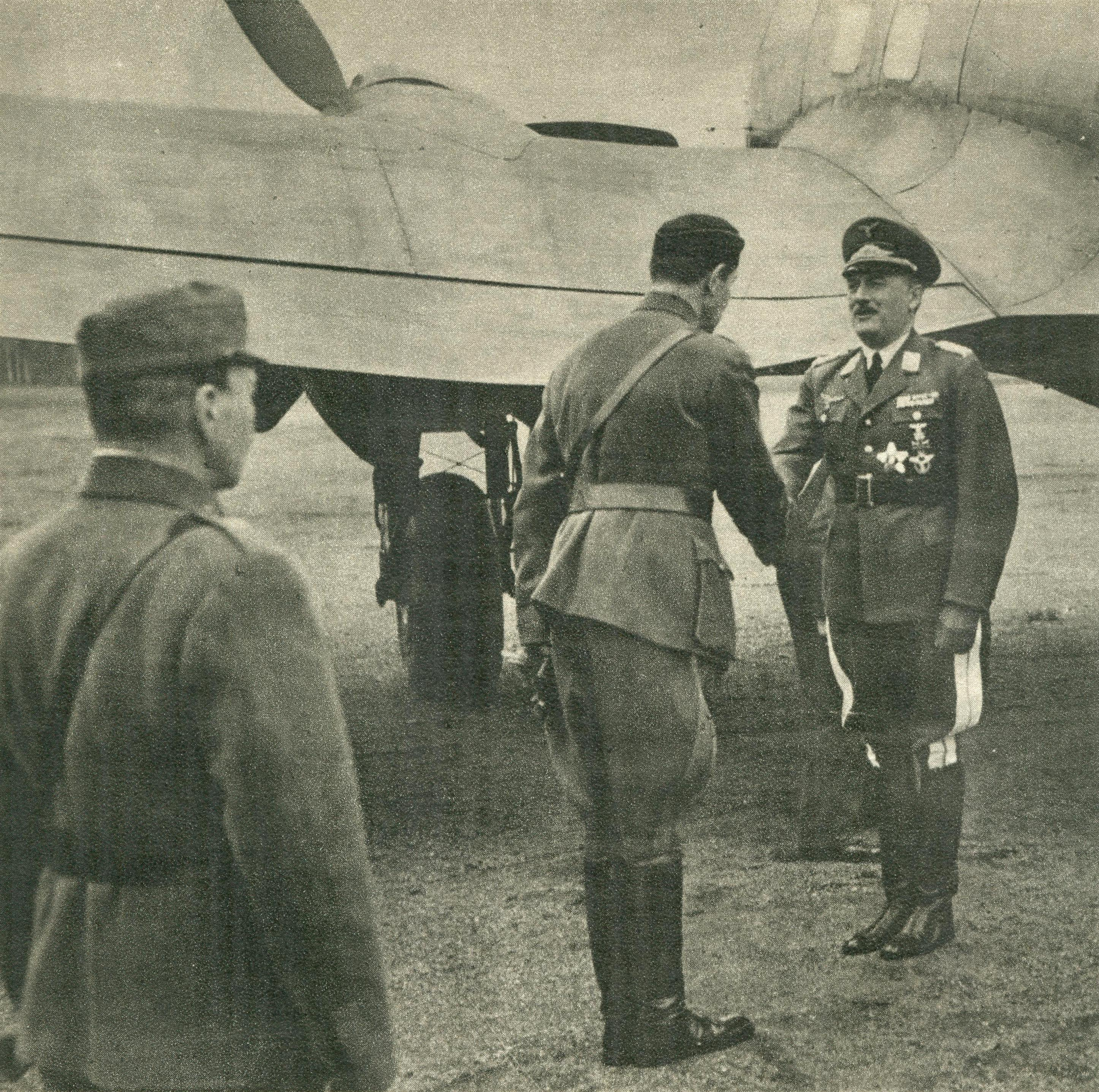
Generalul Seidel este întâmpinat de generalii finlandezi Lundqvist și Malmberg la vizita sa în Finlanda (1942).

La 16 aprilie 1938 Seidel a fost numit în funcția de Generalquartiermeister der Luftwaffe, ofițer de stat major responsabil cu aprovizionarea și activitățile administrative ale Forțelor Aeriene Germane, funcție pe care a îndeplinit-o fără întrerupere în următorii șase ani. El a servit sub comanda generalului Hans Jeschonnek, un ofițer nazist înflăcărat care a săvârșit grave greșeli strategice, precum opoziția față de producția bombardierelor cu patru motoare în favoarea bombardierelor în picaj. Pentru Jeschonnek, Quartiermeister-ul trebuia să fie al doilea cel mai important aghiotant al său după șeful Biroului Operații, dar Jeschonnek a avut o relație rece cu Seidel. Cei doi bărbați au lucrat la sute de kilometri distanță unul de celălalt și nu au avut niciun contact în ultimele luni ale războiului, deși planurile lor erau strâns legate. În cinci ocazii Seidel a solicitat să fie transferat pe o altă poziție, dar a fost refuzat de fiecare dată. Seidel a încercat să mențină funcționale liniile de aprovizionare ale Luftwaffe, dar i-a fost mult prea greu să se opună ideilor lui Hitler și planurilor lui Jeschonnek. Opinia lui coincidea cu părerile comandantului aviației Hermann Göring și a influentului general Erhard Milch că Hitler avea o influență negativă în planificarea aeriană. După război, Seidel a spus: „Hitler nu a înțeles nimic cu privire la aviație și nici măcar nu i-a păsat”.
În 1939 Seidel a format două Flugzeug-Überführungsgruppen (grupuri de aprovizionare aeriană) pentru a eficientiza livrarea de noi aeronave unităților aeriene de luptă. Anterior, aeronavele era uneori aduse unităților de luptă de către aviatori detașați în Grupurile de aprovizionare, iar alteori erau preluate direct de piloții de luptă ceea ce afecta capacitatea de luptă a unităților germane de pe front.
Atunci când Germania a invadat Polonia la 1 septembrie 1939, Luftwaffe a depus eforturi mari, iar lanțul de aprovizionare a fost întins la maximum. Înainte de atac, rezervele de combustibil pentru aviație se ridicau la 400.000 de tone, iar Seidel, avansat la gradul de general-maior în ziua începerii războiului, a cerut ca acestea să fie majorate la 600.000 de tone, o provizie necesară pentru șase luni, înainte de începerea operațiunilor ofensive. Cantitățile solicitate de el „au fost ridiculizate ca exagerate”. Consumul de muniții aeriene în cadrul acestei operațiuni au depășit așteptările, ridicându-se la aproximativ 3.000 de tone, o treime din stocul total de explozibili. Numeroase aeronave au fost pierdute în urma tirurilor antiaeriene poloneze, iar altele au fost doborâte de avioanele de vânătoare sau s-au prăbușit în urma unor accidente operaționale. Seidel a raportat la 28 septembrie 1939 că 285 de avioane au fost pierdute din mai multe cauze, în timp ce alte 279 de avioane au fost avariate într-o proporție mai mare de 10% și au necesitat reparații majore. Efectivele aeriene au avut 189 de morți, 126 de răniți și 224 de dispăruți, plus încă 195 de victime în rândul personalului de la sol al Luftwaffe și al unităților de apărare antiaeriană Fliegerabwehrkanone.
Seidel a susținut că zonele de testare a aeronavelor erau necesare în spatele liniilor frontului, astfel încât aeronava recent livrată să poată fi evaluată și să i se efectueze modificări minore înaintea angajării lor în luptă. El a stabilit astfel de zone de testare și le-a folosit pentru asamblarea finală a tuturor aeronavelor ușoare expediate pe calea ferată.
În toamna anului 1940 Seidel a fost informat de Hermann Göring, comandantul Luftwaffe, cu privire la planul lui Adolf Hitler de invadare a Uniunii Sovietice în vara următoare. Alături de alți generali aviatori cu rang înalt, Seidel a fost uimit de această idee și s-a îndoit că ar avea succes. El l-a avertizat pe Göring că Luftwaffe nu putea face față cu succes unui atac aerian împotriva Uniunii Sovietice. Göring a insistat că nu exista nicio alternativă din moment ce încercase în zadar să-l facă pe Hitler să renunțe la acest plan.

### Ziua de naștere a lui Mannerheim

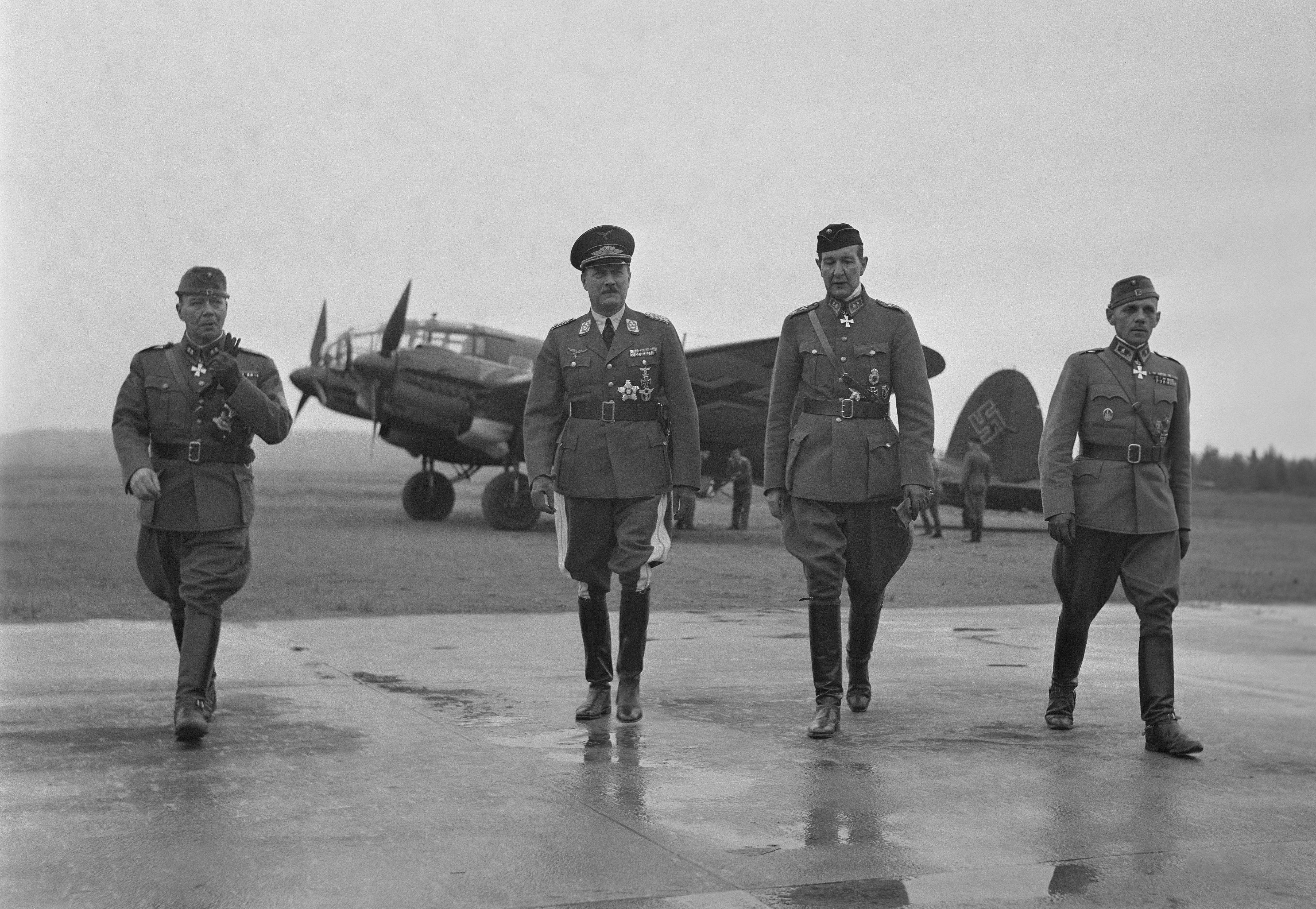
Seidel s-a alăturat lui Adolf Hitler în Finlanda pentru a vedea Mannerheim. Este a doua persoană din stânga în această imagine.

Cu ocazia celei de-a 75-a aniversări a zilei de naștere a mareșalului finlandez Carl Gustaf Emil Mannerheim, Hitler a călătorit cu avionul în Finlanda pentru a-l vizita. În dimineața zilei de 4 iunie 1942 Seidel a fost primul general german care a sosit pe aerodromul Immola de lângă Imatra, fiind urmat după câteva ore de Generaloberst Hans-Jürgen Stumpff, Generaloberst Eduard Dietl și apoi de Feldmarschall Wilhelm Keitel care îl însoțea pe Hitler. Ofițerii finlandezi și germani au trecut în revistă trupele de pe aerodrom, apoi au purtat discuții timp de câteva ore într-un vagon militar. Germanii s-au întors în aceeași seară.

### Frontul de Răsărit
Pentru cei 800.000 de militari ai Luftwaffe de pe Frontul de Răsărit, Seidel a colaborat cu Milch pentru a asigura lenjerie de lână, cizme îmblănite și alte veșminte de iarnă. Cu toate acestea, începând din octombrie 1942, în timpul Bătăliei de la Stalingrad, Seidel a căutat cu disperare să găsească aeronave suficiente pentru a aproviziona Armata a 6-a care era înconjurată - transporturile cu aeronavele Junkers Ju 52 ale Luftflotte 4 (Flota aeriană 4) nu au fost suficiente deoarece Hitler a ordonat armatei să rămână pe poziții și să lupte. La 23 noiembrie 1942 Seidel a ordonat ca toate aeronavele germane de orice dimensiune să participe la organizarea transportului aerian către Stalingrad. Aproximativ 600 de aeronave pilotate de instructori cu înaltă calificare au fost preluate de la unitățile de instruire și trimise pe Frontul de Răsărit, determinând închiderea unor școli de pregătire specializate. Avioane diferite ca bombardierele Heinkel He 111, bombardierele de recunoaștere Focke-Wulf Fw 200 Condor, avioanele comerciale Junkers Ju 90 și aeronavele de instruire Junkers Ju 86 au fost implicate în serviciul de transport aerian. Multe aeronave care au ajuns la bazele aeriene de pe Frontul de Răsărit nu au putut fi folosite din cauza venirii iernii. La 19 decembrie forțele aeriene ajunseseră la punctul maxim de livrare, iar cantitatea de provizii livrate în acea zi a fost de 289 de tone împărțite în 154 sortimente. Armata a 6-a avea nevoie de 700-800 de tone de provizii în fiecare zi, fiind prioritare alimentele și muniția, dar au primit doar o parte din aceasta, iar unele provizii precum mirodeniile și îmbrăcămintea de vară au fost complet inutile trupelor. Iarna severă și atacurile sovietice necontenite au afectat puternic forțele de la sol și forțele aeriene. Un număr de 488 de aeronave au fost scoase din luptă, împreună cu 1000 din cei mai buni piloți ai Luftwaffe. Seidel a remarcat marile pierderi de echipament în acel teatru de luptă: „Din cele 100.000 de vehicule Luftwaffe aflate în Răsărit, doar 15% mai funcționau la începutul lunii ianuarie 1942.” Aeronavele au evacuat 42.000 de oameni, majoritatea răniți, iar ultimul zbor a avut loc la 24 ianuarie 1943. Armata a 6-a s-a predat la 3 februarie 1943.
Hitler a dat vina pe Göring pentru dezastrul de pe Frontul de Răsărit, după care Göring a anunțat că îi va trimite în fața curții marțiale pe Jeschonnek și Seidel ca principali vinovați pentru eșecul transportului aerian către Stalingrad. Hitler a interzis judecarea lor, deoarece știa că cei doi generali nu au nicio vină. Hitler considera că Göring era al doilea vinovat pentru planificarea excesiv de optimistă.
Din iulie 1944 până în februarie 1945 Seidel a îndeplinit funcția de comandant al Luftflotte 10 (Forța Aeriană 10), o unitate de instruire și rezervă cantonată la Berlin. La sfârșitul lunii februarie a fost numit comandant al Comandamentului Trupelor de Rezervă ale Luftwaffe, poziție pe care a deținut-o timp de câteva luni până la sfârșitul războiului.

## Perioada postbelică
Seidel a fost luat prizonier de război la 6 mai 1945 la Oberaudorf de către trupele americane. La 17 mai a fost transferat sub supraveghere britanică. La 9 ianuarie 1946 Seidel a fost dus în lagărul Island Farm, unde a devenit liderul prizonierilor din Lagărul Special 11. În acest rol, el a colaborat cu contraamiralul Hans Voss, care era persoana de legătură cu autoritățile britanice. Seidel a condus un grup de ofițeri germani cu grade superioare, acuzați de crime de război sau reținuți ca martori, printre care feldmareșalii Gerd von Rundstedt, Erich von Manstein, Paul Ludwig Ewald von Kleist și Walter von Brauchitsch. El a fost chestionat cu privire la opiniile sale despre război și a spus invazia Germaniei nu ar fi eșuat dacă forțele aeriene aliate nu ar fi perturbat liniile de aprovizionare germane. El a spus că acesta a fost „factorul decisiv...” La 12 mai 1948, după trei ani de închisoare, Seidel a intrat în procesul de repatriere.
În 1949 Seidel a susținut o prelegere cu privire la modul în care furnizarea de combustibil pentru aviație a avut un rol major în război. La începutul anilor 1950 el a corespondat cu autori care căutau informații suplimentare despre război. Seidel a murit la Bad Godesberg la 10 noiembrie 1955.
O cazarmă a Bundeswehr de la Trier a fost numită în 1965 în onoarea sa: General-von-Seidel-Kaserne (cazarma General von Seidel).

## Comenzi și atribuții
- 18 martie 1910 - 30 septembrie 1913: Fahnenjunker și ofițer de escadrilă în 1. Leib-Husaren-Regiment Nr. 1.
- 1 octombrie 1913 - 2 august 1917: ofițer și comandant de escadrilă în Husaren-Regiment Kaiser Nikolaus II von Rußland (1. Westfälisches) Nr. 8.
- 3 august - 31 octombrie 1917: ofițer de ordonanță în statul major al Diviziei 77 Rezervă.
- 1 noiembrie 1917 - 30 iunie 1918: ofițer responsabil cu aprovizionarea în statul major al Diviziei 2 Infanterie.
- 1 iulie - 13 decembrie 1918: ofițer responsabil cu aprovizionarea în Statul Major General al Corpului Landwehr.
- 14 decembrie 1918 - 11 august 1919: consultant în Departamentul de operații al Înaltului Comandament al Armatei, Statul Major General al Armatei de Câmp și Statul Major General al Armatei.
- 12 august - 25 septembrie 1919: transferat la Kommandostelle al Statului Major General al Armatei de la Kolberg.
- 26 septembrie - 27 noiembrie 1919: transferat în Abwicklungsstelle al Statului Major General al Armatei.
- 28 noiembrie 1919 - 26 aprilie 1920: consultant în Comandamentul Armatei / Ministerul Războiului Reichului.
- 26 aprilie 1920: a părăsit serviciul militar.
- 1 mai 1934: a revenit în serviciul militar în cadrul Luftwaffe.
- 1 mai 1934 - 30 noiembrie 1935: consultant în Departamentul de comandă aeriană, Ministerul Aerului Reichului.
- 18 august - 11 octombrie 1935: detașat la cursul de pregătire ca observator aerian la Școala de Aviație din Braunschweig și la Kampffliegerschule (Școala de pilotare a bombardierelor) Jüterbog.
- 1 decembrie 1935 - 28 februarie 1937: șef de departament în Statul Major General al Luftwaffe.
- 1 martie 1937 - 15 aprilie 1938: comandant al Aufklärungsgruppe 12 (Grupul de recunoaștere 12) și, în același timp, comandant al aerodromului militar Stargard-Klützow.
- 16 aprilie 1938 - 30 iunie 1944: Generalquartiermeister al Luftwaffe.
- 1 iulie 1944 - 27 februarie 1945: comandant-șef al Luftflotte 10 (Flota Aeriană 10).
- 27 februarie - 6 mai 1945: comandant al Comandamentului Trupelor de Rezervă ale Luftwaffe.
- 6–17 mai 1945: prizonier de război în captivitate americană.
- 17 mai 1945 - 17 mai 1948: prizonier de război în captivitate britanică.
  - 9 ianuarie 1946: a fost transferat în Lagărul Special 11 din Island Farm
  - 12 mai 1948: a fost transferat în Lagărul 186 pentru repatriere.

## Avansări
- Fahnenjunker-Unteroffizier: 5 august 1910
- Fähnrich: 16 noiembrie 1910
- Leutnant: 18 august 1911 (cu vechimea de la 20 august 1909)
- Oberleutnant: 18 august 1915
- Rittmeister: 18 august 1918
- Hauptmann i.G.: 21 august 1918
- Major i.G.: 1 mai 1934
- Oberstleutnant i.G.: 1 aprilie 1936
- Oberst i.G.: 1 august 1938
- Generalmajor: 1 septembrie 1939
- Generalleutnant: 19 iulie 1940
- General der Flieger: 1 ianuarie 1942[1]

## Decorații

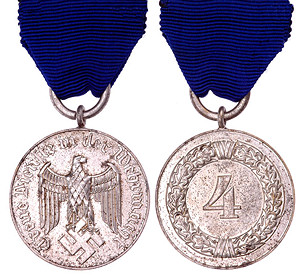
Medalia pentru serviciu îndelungat în Wehrmacht cl. a IV-a

- Crucea de Fier (1914), cl. a II-a și cl. I[22]
- Crucea de Fier cu barete cl. a II-a și cl. I[22]
- Medalia Memel[22]
- Medalia Sudetenland cu bareta „Castelul Praga”[22]
- Crucea de Merit pentru Război, clasa I și a II-a cu spade[22]
- Crucea de onoare a Războiului Mondial 1914/1918[22]
- Insigna de pilot-observator[22]
- Medalia pentru serviciu îndelungat în Wehrmacht cl. a IV-a (patru ani, 1936–1940) și cl. a III-a (opt ani, 1936–1944)[22]
- Ordinul „Steaua României” cu spade în gradul de Mare Ofițer (5 ianuarie 1942) „pentru activitatea depusă la Marele Cartier al Aerului, contribuit într'o largă măsură la conducerea operațiunilor în lupta contra bolșevismului, ducând aviația la victorii”[22][23]
- Ordinul finlandez „Crucea Libertății” cl. I cu spade și frunze de stejar (31 martie 1943)[22]
- Crucea de cavaler al Crucii de Merit pentru Război cu spade ca General der Flieger și Generalquartiermeister der Luftwaffe (20 iulie 1944)[22]